# 聖吳甦樂登船的海港
聖吳甦樂登船的海港（Seaport with the Embarkation of Saint Ursula）是法國畫家克勞德·洛蘭於1641年創作的一幅布面油畫，並且簽名並註明日期。
該作品由福斯托·波利（Fausto Poli）委託創作的，兩年後，他被教宗烏爾巴諾八世任命為紅衣主教。它現藏於倫敦國家美術館，國家美術館於1824年將其收購，作為約翰·朱利葉斯·安格斯坦（John Julius Angerstein）收藏的一部分。